# ミスターヤバタン
ミスター ヤバタン（1992年8月26日 - ）は、日本のお笑いタレント、動画クリエイター。2020年現在、事務所には所属しておらずフリーで活動している。

## 生い立ち
ノルウェーオスロ出身。身長190cm。幼少期から演技、ものまねに夢中になり、母国ノルウェーで有名な俳優養成学校に何年も通い、俳優業もこなしていた。実父はノルウェーで有名なミュージシャン、従姉妹はコメディアンである。イルミネーションの動画がきっかけで日本国内での知名度が上がった。 「ホントにビックリしたー」や「ガブガブ（=ラブラブ）」という動画内でよく出てくるワードが若者の間でブレイク。 目標は人々に笑顔とハッピーを届けて日本のコメディアンになること。全SNS合計で約200万人を超えるフォロワー数がいる。現在はTVレポーター、PR周りと活動の幅を広げている。

### 人物
- 日本のお笑い文化に惚れ込み、来日。Instagramを中心にSNSで、日本各地をレポートするコメディ動画などを投稿している。
- HISとオーストラリア・ゴールドコーストデスティネーション販促キャンペーンとして渡豪[9]。
- 東京ディズニーランドの公式YouTubeでも来園の際の現地レポート役としても活躍[10]。

## 出演

### テレビ番組
- スッキリ（2018年6月、日本テレビ）- コーナー　若者に大人気の注目の人キニナルジャーナル
- DASHでイッテQ!行列のできるしゃべくり日テレ系人気番組No.1決定戦2019（2019年4月、日本テレビ）

### ウェブテレビ
- NHK WORLD - JAPAN（NHK）レポーター
- 報道リアリティーショー#アベプラ【平日よる9時~生放送】（2020年1月29日 、Abema TV）現場レポーター
- 対決落語（2021年7月28日 - 8月15日、Twitter / YouTube） - ヤバ・ジャクソン 役[11]

### CM
- 勝手に世界遺産委員会　YouTube番組（提供：サントリー食品インターナショナル株式会社）
- タウンワーク（2020年3月）
- 人助けアプリ May ii （2020年2月）
- ぐるなび （2020年8月）